# Glenn Cunningham
Glenn V. Cunningham (4 de agosto de 1909 - 10 de marzo de 1988), nacido en Elkhart, Kansas, fue un corredor de fondo y atleta estadounidense considerado por muchos como el mejor corredor de una milla de su país de todos los tiempos. En 1933 recibió el premio James E. Sullivan como el mejor deportista amateur en los Estados Unidos.
Cunningham marcó récords mundiales para la milla, los 800 metros y para los 1500 metros. En 1934 estableció el récord mundial de la carrera de una milla y en 1936 el récord mundial en la carrera de 800 metros. Participó en los JJ. OO. 1932 y 1936. En la final de 1.500 metros en Berlín, Cunningham superó el récord mundial pero fue derrotado por Jack Lovelock y recibió la medalla de plata. Cunningham se retiró después que los Juegos Olímpicos de 1940 fueron cancelados.

Fue apodado como "Kansas Flyer", la "Elkhart Express" y el "Caballo de Hierro de Kansas".
A la edad de ocho años, Glenn Cunningham sufrió un grave accidente al incendiarse la escuela donde estudiaba al lado de su hermano Floyd, de diez años de edad, Floyd no sobrevivió al incendio. Las piernas de Glenn sufrieron muy graves quemaduras por lo que los médicos recomendaron su amputación. Su desazón fue tal que sus padres no lo permitieron. Los médicos predijeron que nunca podría volver a caminar. Había perdido toda la carne en las rodillas y espinillas y todos los dedos de su pie izquierdo. Además, su arco transversal quedó prácticamente destruido. Sin embargo, su gran determinación, junto con los masajes diarios que le daban sus padres, le permitió recuperar gradualmente la capacidad de caminar y después correr. Fue a principios del verano de 1919 cuando por primera vez intentó volver a caminar, casi dos años después del accidente. Tenía una actitud positiva, así como una fuerte fe .
Su versículo bíblico favorito:

"Pero los que esperan a Jehová tendrán nuevas fuerzas; levantarán alas como las águilas, correrán y no se cansarán, caminarán y no se fatigarán".
Isaías 40:31

Lleva su nombre un parque de su ciudad natal de Elkhart, Kansas.